# Municipio de Center (condado de Rush, Kansas)
El municipio de Center (en inglés: Center Township) es un municipio ubicado en el condado de Rush en el estado estadounidense de Kansas. En el año 2010 tenía una población de 246 habitantes y una densidad poblacional de 1,77 personas por km².

## Geografía
El municipio de Center se encuentra ubicado en las coordenadas 38°24′55″N 99°18′30″O / 38.41528, -99.30833. Según la Oficina del Censo de los Estados Unidos, el municipio tiene una superficie total de 139.19 km², de la cual 139,19 km² corresponden a tierra firme y (0 %) 0 km² es agua.

## Demografía
Según el censo de 2010, había 246 personas residiendo en el municipio de Center. La densidad de población era de 1,77 hab./km². De los 246 habitantes, el municipio de Center estaba compuesto por el 96,75 % blancos, el 0,41 % eran afroamericanos, el 0,81 % eran amerindios, el 0,81 % eran asiáticos y el 1,22 % eran de una mezcla de razas. Del total de la población el 1,63 % eran hispanos o latinos de cualquier raza.